# 扬·伯尔勒德亚努
扬·伯尔勒德亚努（羅馬尼亞語：Ion Bîrlădeanu，1958年8月1日—），罗马尼亚男子皮划艇运动员。他曾代表罗马尼亚参加1980年夏季奥林匹克运动会皮划艇比赛，获得一枚铜牌。